# Hagenomyia posterior
Hagenomyia posterior is een insect uit de familie van de mierenleeuwen (Myrmeleontidae), die tot de orde netvleugeligen (Neuroptera) behoort. 
Hagenomyia posterior is voor het eerst wetenschappelijk beschreven door Navás in 1931.